# Can't Hold Us Down
«Can't hold us down» —en español: "No pueden hundirnos"— es el cuarto sencillo del álbum Stripped  de Christina Aguilera, lanzado durante el segundo cuarto del 2003; fue nominada en los Grammys del 2004 en la categoría Mejor Colaboración Pop. La canción cuenta con la |colaboración musical de Lil' Kim, con quien había colaborado antes con «Lady Marmalade» (2001). 
La canción recibió críticas favorables de la mayoría de los críticos de música. Algunas críticas fueron: "el feminismo a un ritmo de hip-hop", "trae en la ayuda de Lil Kim añadir un poco de ventaja, pero hace poco para desviarse de la monotonía de otras pistas ". Sin embargo la revista Rolling Stone argumentó que la canción es "el himno feminista curiosamente sin vida".
En cuanto al comportamiento de «Can't Hold Us Down» en las listas y la radio, este es el segundo sencillo más exitoso de Stripped en los Estados Unidos después de «Beautiful», ya que logró ubicarse en el puesto 12 del Billboard Hot 100 y en el puesto 2 de la lista oficial Pop en ese país, además de convertirse una de las canciones más radiadas durante el 2003 en dicho país; «Can't Hold Us Down» debutó en el Top 10 en países como Inglaterra, Francia, Noruega, Austria, Suiza, Alemania, Bélgica, Nueva Zelanda e Irlanda.

## Vídeo
El vídeo de esta canción fue dirigido por David Lachapelle, el mismo que dirigió el vídeo de «Dirrty», y al igual que «Dirrty», «Can't Hold Us Down», causó también controversia, ya que en algunas escenas Christina juegetea sugestivamente con una mangera, acción que no fue del agrado de los ejecutivos de MTV quienes le pidieron a Christina que edite esas tomas para poder pasar el vídeo en el canal, al final se llegó a un acuerdo con MTV y felizmente el vídeo sólo sufrido algunas modificaciones. Toda esta controversia en torno al vídeo le sirvió para debutar como número 1 en Top 100 de Yahoo/Launch logrando además permanecer en ese puesto por 6 semanas. También fue vídeo número 1 en MTV Asia y Latinoamérica, en el vídeo se observa una Christina con un cambio de imagen apareciendo con el cabello negro totalmente, donde también realizó el vídeo «The Voice Within» con el mismo cambio de imagen. 
La canción fue presentada en la gira mundial para la promoción del mismo álbum, Stripped, y en la gira mundial de su álbum Back To Basics.

## Información de la canción
Escrito por Christina Aguilera, Matt Morris y Scott Storch, y también fue producida por Storch, E. Dawk, y Aguilera. Como se mencionó anteriormente, colaboró la rapera Lil' Kim, quien anteriormente había trabajado con ella en "Lady Marmalade". Cabe señalar que, originalmente, la rapera Eve fue llamada para ser la que cante esa estrofa de la canción. 
Una vez más, al igual que con muchos sencillos anteriores, Aguilera crea un himno sobre el empoderamiento femenino, en el que expresaba su disgusto con la supuesta doble moral de la sociedad. Ella siente que el sexo masculino es respetado y adorado por su salvaje vida sexual, pero cuando las mujeres, al igual que Aguilera, tratan de expresar su sexualidad, reciben el nombre de golfas. Aguilera también permite que la gente sepa que no apreciaría que se le llama una golfa simplemente porque ella se levanta para sí misma y es una mujer fuerte.

## Vídeo musical

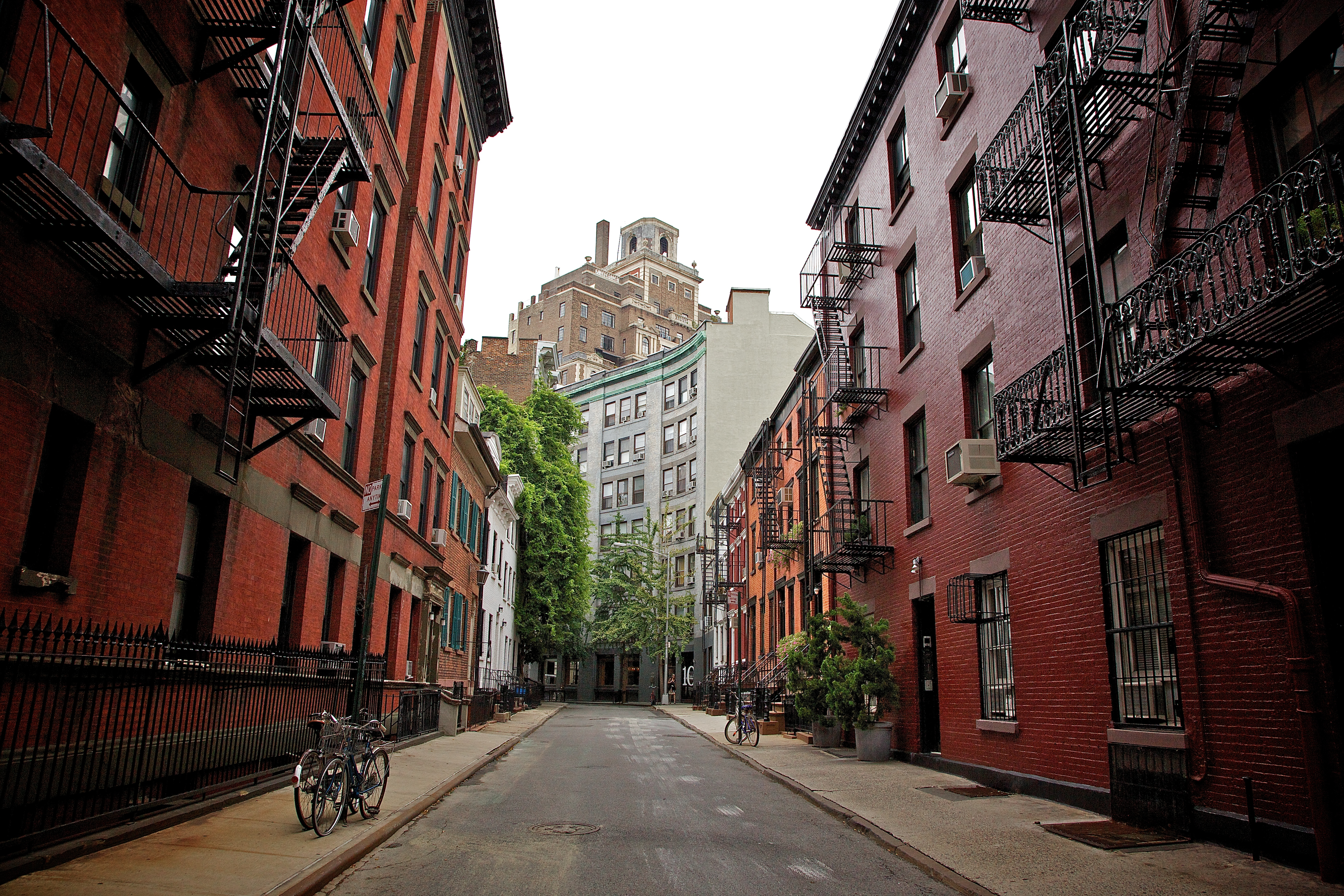
El vídeo musical de "Can't Hold us Down" se rodó en los barrios de Manhattan.

El vídeo musical fue grabado en Los Ángeles, con un escenario del barrio de Manhattan los en Nueva York en los años 80. En el vídeo, Christina Aguilera va caminando cuando un hombre agarra su trasero. Ella se vuelve y lo acusa cantando. Luego muchos hombres y mujeres entran en la discusión. El vídeo continua cuando la rapera Lil' Kim entra a defenderla. Luego ellos continúan peleando y Aguilera deja el lugar. La canción es un himno a la liberación femenina, donde Aguilera se cuestiona sobre las críticas y prejuicios hacia las mujeres, haciendo comparaciones con el sexo opuesto. Cabe mencionar que es el vídeo donde Christina aparece con el cabello negro.

## Recepción

### Crítica
Tras su lanzamiento, "Can't Hold Us Down" recibió críticas generalmente favorables de los críticos musicales. Betty Clarke de The Guardian opinó que la canción "reescribe el feminismo a un ritmo de hip-hop". Stylus Todd Burns, comentó que el baile cambio hacia el final de "Can't Hold Us Down" hecha para un "cambio musicalmente agradable", pero consideró que mediocres letras eclipsados" las cosas más interesantes "de la canción. Josh Kun de Spin consideraron que las letras de confrontación "sugirió que" si Aguilera alguna vez realmente se enfrentaron con su compañero ex-Mouseketeer, le daría una patada en el culo de Britney". Jacqueline Hodges de la BBC Music sintieron que la inclusión de Lil' Kim es ventaja, pero no logró romper la "monotonía" del resto del álbum Stripped. Del mismo modo, la revista Rolling Stone con Jancee Dunn llama la canción "curiosamente sin vida".

### Comercial
En los Estados Unidos, "Can't Hold Us Down" alcanzó el puesto número 12 en el Billboard Hot 100 y en el número 3 en la lista Pop Songs, se convirtió en décimo éxito de Aguilera en alcanzar la lista de los diez primeros Hot 100. La canción alcanzó su punto máximo en el número 5 en las listas de Australia, y pasó nueve semanas en la lista. En el Reino Unido, "Can't Hold Us Down" alcanzó el número 6 en la lista de sencillos del Reino Unido. En otros lugares, la canción alcanzó su punto máximo dentro de los diez primeros lugares como Inglaterra, Francia, Noruega, Portugal, Austria, Suiza, Alemania, Bélgica, Nueva Zelanda e Irlanda. 
"Can't Hold Us Down" fue nominada a la Mejor Colaboración Pop con Voz en los Grammy 2004, pero perdió contra "Whenever I Say Your Name" dr Sting y Mary J. Blige. En 2009, Nick Levine de Digital Spy y Nick Butler, de Sputnikmusic compartida en la ausencia del registro de Aguilera de mayor accesos álbum Keeps Gettin' Better: A Decade of Hits.
Según un artículo publicado por RCA Records en 2012, el sencillo había vendido más de 2.500.000 copias en todo el mundo, siendo el cuarto sencillo de mejor recepción del álbum.

## Presentaciones en vivo

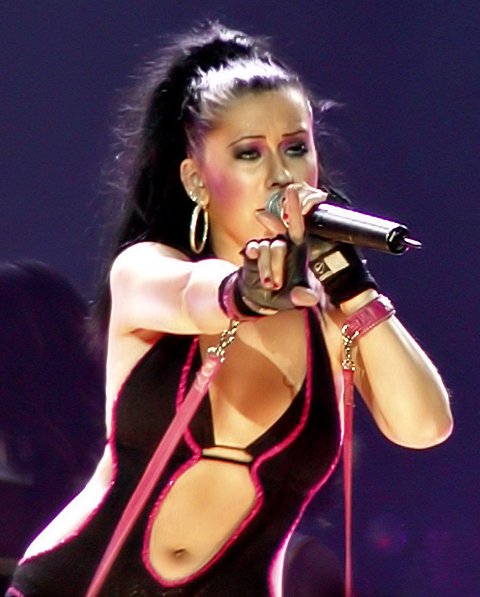
Aguilera interpretando "Can't Hold us Down".

En apoyo de su álbum Stripped, Aguilera interpretó "Can't Hold Us Down" en varios lugares. Ella interpretó la canción por primera vez durante el Justified and Stripped Tour —gira en compañía de su colega Justin Timberlake—, que se realizó en apoyo del álbum de Aguilera Stripped (2002) y Justin Timberlake con su álbum Justified (2002). A finales de 2003, Aguilera mantiene la evolución de la pista en la extensión de su gira como artista principal, Stripped World Tour, que pasó sin actos de Timberlake. La actuación en Londres de Reino Unido se incluye en el primer DVD de larga duración de la cantante en Stripped Live in the UK (2004).
Más tarde, durante la gira de Back to Basics Tour (2006-07), Aguilera interpretó "Can't Hold Us Down" como un seguimiento de "Still Dirrty". El rendimiento fue incluida en el lanzamiento del vídeo DVD Back to Basics Live and Down Under (2008).

## Listas
| Lista(2003)                                | Máximo |
| ------------------------------------------ | ------ |
| Nueva Zelanda RIANZ Top 50 Singles         | 2      |
| Estados Unidos Billboard Top 40 Mainstream | 3      |
| Hungría Singles Chart                      | 4      |
| Estados Unidos, Billboard Top 40 Tracks    | 4      |
| Australia ARIA Top 50 Singles              | 2      |
| Irlanda, Singles Chart                     | 5 (3)  |
| Reino Unido Singles Chart                  | 6      |
| Bélgica Top 50 Singles                     | 7      |
| Dinamarca, Singles Chart                   | 1      |
| Alemania, Top 100 Singles                  | 9      |
| Reino Unido, Airplay Chart                 | 9      |
| Países Bajos, Top 40                       | 1      |
| Suiza, Singles Chart                       | 1      |
| Suecia, Top 60 Singles                     | 12     |
| Estados Unidos, Billboard Hot 100          | 12     |
| Austria Top 75 Singles                     | 3      |
| Noruega, Top 20 Singles                    | 6      |
| Canadá,Singles Chart                       | 20     |
| Italia Top 50 Singles                      | 20     |
| Francia Top 100 Singles                    | 4      |

| Lista de sencillos                | Posición más alta |
| --------------------------------- | ----------------- |
| Australia                         | 95                |
| Dinamarca                         | 94                |
| Alemania                          | 62                |
| Nueva Zelanda                     | 29                |
| Suiza                             | 44                |
| Reino Unido                       | 108               |
| Estados Unidos, Billboard Hot 100 | 67                |

| País           | Certificación    | ventas |
| -------------- | ---------------- | ------ |
| Australia ARIA | disco de platino | 70 000 |

## Lista de canciones
- CD Single

1. "Can't Hold Us Down"
2. "Can't Hold Us Down" [Sharp Boys Orange Vocal Mix]
3. "Can't Hold Us Down" [Jacknife Lee Mix]

- Vinyl

1. Side 1/ "Can't Hold Us Down" (Version álbum)
2. Side 2/ "Can't Hold Us Down" (Instrumental)
3. Side 2/ "Can't Hold Us Down" (a capela)

Si quieres ver versiones oficiales de Can't Hold Us Down, en Remixes de Christina Aguilera